# Chiara Marchitelli
Chiara Marchitelli (Roma, 4 maggio 1985) è una dirigente sportiva ed ex calciatrice italiana, di ruolo portiere, capo delegazione della nazionale italiana.
Il suo palmarès annovera tredici titoli nazionali complessivi, conquistati con quattro diverse squadre: quattro scudetti, quattro Coppe Italia e cinque Supercoppe.

## Carriera

### Club
Chiara Marchitelli inizia giocare con le formazioni miste fino a che, raggiunta la massima età per giocare con i maschietti, decide di tesserarsi con la Lazio dove incontra Sergio Guenza, allenatore della prima squadra e futuro selezionatore della Nazionale femminile, che ne riconoscerà le doti da portiere indirizzandola verso quel ruolo. Dopo i primi anni impegnata con le giovanili, grazie alle sue qualità viene inserita nella rosa della prima squadra, prima come terzo portiere affiancando Francesca Armeni e Silvia Colella fino alla stagione 2000-2001, diventando poi nelle stagioni 2001-2002 e 2002-2003 la seconda della finlandese Virva Junkkari.
Nell'estate 2004 viene contattata dal neopromosso Atletico Oristano che le offre di affiancare Simona Spissu nell'entrante stagione 2004-2005. Marchitelli decide quindi di firmare con la società sarda dove rimarrà per una sola stagione.
Il successivo calciomercato estivo la vede al centro dell'interesse della Fiammamonza alla ricerca di un sostituto della numero 1 Marisa Gorno la quale, in partenza, viene ritenuta tra le responsabili della non soddisfacente posizione in classifica nella precedente stagione. Marchitelli, alla quale viene offerto il posto da titolare, risulterà decisiva nella stagione, contribuendo alla conquista dello Scudetto, primo titolo in bacheca per la società monzese.
Nel 2006 avviene il suo debutto internazionale per club grazie all'iscrizione della Fiammamonza nel Girone 5 della UEFA Women's Cup. Marchitelli entra in campo l'8 agosto a Šiauliai (Lituania), nella gara di andata del primo turno di qualificazione della stagione 2006-2007 vinta contro il Sarajevo per 1-0.
Nell'estate 2009 si accorda con il Graphistudio Tavagnacco, per indossare la maglia della società friulana per la stagione 2009-2010. Il tecnico Edoardo Bearzi la impiega in 21 su 22 incontri di campionato, dove incassa 15 reti e confermandosi tra i portieri meno battuti. Grazie al secondo posto in campionato conquistato al termine della stagione 2010-2011, nella successiva Marchitelli ha l'occasione di partecipare per la seconda volta in carriera a un campionato internazionale per club UEFA, esperienza che si interrompe però già ai sedicesimi di finale. Dopo aver superato per 2-1 le svedesi del LdB Malmö nell'incontro casalingo di andata, con il 5-0 subito al ritorno le italiane vengono eliminate dal torneo. Rimane con il Tavagnacco fino al termine della stagione 2012-2013, stagione dove conquista la Coppa Italia, la seconda personale e la prima per la società, totalizzando in campionato 101 presenze complessive, due secondi e due terzi posti.
Durante il calciomercato estivo 2013 si trasferisce al Brescia, società con la quale vivrà la parte della sua carriera maggiormente prolifica di titoli. Alla sua prima stagione con la maglia delle leonesse sotto la guida tecnica di Milena Bertolini contribuisce alla conquista del suo primo Scudetto, sia personale che per il club, terminando al primo posto in campionato, alternandosi tra i pali con la rumena Camelia Ceasar, con la squadra che risulta quella con minor numero di reti subite del campionato.
Dopo aver dichiarato più volte la propria difficoltà nel sostenere economicamente nuove stagioni ad alto livello, nel giugno 2018 FIGC ha ufficializzato l'attribuzione del titolo sportivo del Brescia femminile all'A.C. Milan, con la società bresciana che di conseguenza svincola tutte le proprie tesserate.
Quell'estate Marchitelli decide di affrontare una nuova avventura trasferendosi all'emergente Florentia S.G., società neopromossa in Serie A dopo aver fatto il salto di categoria dalla Serie D in tre stagioni consecutive. Nella sua prima stagione con la società toscana contribuisce al settimo posto finale in campionato e alla conseguente agevole salvezza.
Nel maggio del 2021, Marchitelli annuncia ufficialmente il proprio ritiro dal calcio giocato al termine della stagione.

### Nazionale

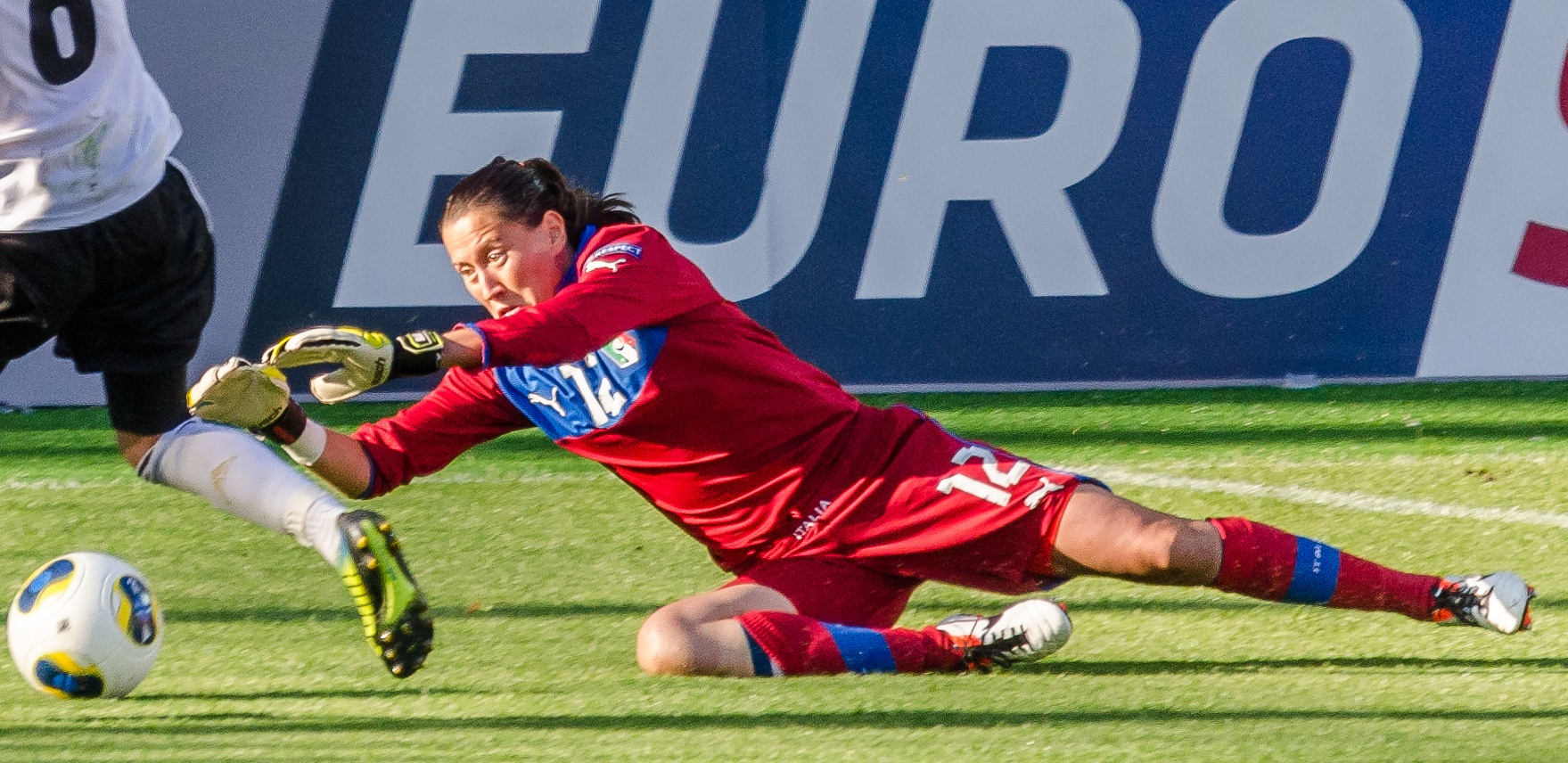
Marchitelli impegnata durante - 0-1, quarti di finale agli Europei di Svezia 2013.

Dopo essere stata convocata per l'Europeo 2005 pur non avendo mai esordito in nazionale maggiore, nel 2006 fa il suo debutto con le Azzurre in un'amichevole contro l'Irlanda. Nel 2013 e nel 2017 partecipa ancora agli Europei, mentre nel 2019 viene convocata per il Mondiale in Francia.
Nell'agosto 2019, prima dell'inizio delle qualificazioni all'Europeo di Inghilterra 2022, annuncia il proprio ritiro dalla nazionale.

### Dirigente
Nel maggio del 2016, Marchitelli viene eletta consigliera dell'Associazione Italiana Calciatori durante l'Assemblea generale. Nel febbraio del 2017, assume il ruolo di Delegata per le Assemblee FIGC del quadriennio 2017-2020, in quota Calcio Femminile.
Dopo aver assunto la carica di responsabile del settore femminile dell'AIC, nel febbraio del 2021 viene eletta in Consiglio Federale come rappresentante della stessa associazione. Nello stesso anno, entra a far parte dello staff della nazionale maggiore femminile italiana, nel ruolo di dirigente accompagnatore. Nell'aprile del 2022, partecipa in Consiglio Federale all'approvazione delle norme che portano al passaggio definitivo della Serie A femminile allo status professionistico a partire dalla stagione 2022-2023.
Nel luglio del 2024, viene nominata capo delegazione della nazionale femminile italiana.

## Statistiche

### Presenze e reti nei club
Statistiche aggiornate al 7 marzo 2021.
| Stagione           | Squadra            | Campionato         | Campionato | Campionato | Coppe nazionali | Coppe nazionali | Coppe nazionali | Coppe internazionali | Coppe internazionali | Coppe internazionali | Altre coppe | Altre coppe | Altre coppe | Totale | Totale |
| Stagione           | Squadra            | Comp               | Pres       | Reti       | Comp            | Pres            | Reti            | Comp                 | Pres                 | Reti                 | Comp        | Pres        | Reti        | Pres   | Reti   |
| ------------------ | ------------------ | ------------------ | ---------- | ---------- | --------------- | --------------- | --------------- | -------------------- | -------------------- | -------------------- | ----------- | ----------- | ----------- | ------ | ------ |
| 1999-2000          | Lazio CF           | A                  | ?          | ?          | CI              | ?               | ?               | -                    | -                    | -                    | -           | -           | -           | ?      | ?      |
| 2000-2001          | Lazio CF           | A                  | ?          | ?          | CI              | ?               | ?               | -                    | -                    | -                    | -           | -           | -           | ?      | ?      |
| 2001-2002          | Lazio CF           | A                  | ?          | ?          | CI              | ?               | ?               | -                    | -                    | -                    | -           | -           | -           | ?      | ?      |
| 2002-2003          | Lazio CF           | A                  | ?          | ?          | CI              | ?               | ?               | -                    | -                    | -                    | SI          | 0           | 0           | ?      | ?      |
| 2003-2004          | Lazio CF           | A                  | ?          | ?          | CI              | ?               | ?               | -                    | -                    | -                    | SI          | 1           | -6          | 1      | -6     |
| Totale Lazio       | Totale Lazio       | Totale Lazio       | 59         | ?          |                 | ?               | ?               |                      | -                    | -                    |             | 1           | -6          | 60     | -6     |
| 2004-2005          | Atletico Oristano  | A                  | 12         | ?          | CI              | ?               | ?               | -                    | -                    | -                    | -           | -           | -           | 12     | ?      |
| 2005-2006          | Fiamma Monza       | A                  | 20         | -17        | CI              | ?               | ?               | -                    | -                    | -                    | -           | -           | -           | 20     | -17    |
| 2006-2007          | Fiamma Monza       | A                  | 20         | -12        | CI              | ?               | ?               | UWC                  | 3                    | -1                   | SI          | 1           | 0           | 24     | -13    |
| 2007-2008          | Fiamma Monza       | A                  | 22         | -22        | CI              | ?               | ?               | -                    | -                    | -                    | -           | -           | -           | 22     | -22    |
| Totale Fiammamonza | Totale Fiammamonza | Totale Fiammamonza | 62         | -51        |                 | ?               | ?               |                      | 3                    | -1                   |             | 1           | 0           | 66     | -52    |
| 2008-2009          | Roma CF            | A                  | 13         | -15        | CI              | ?               | ?               | -                    | -                    | -                    | -           | -           | -           | 13     | -15    |
| 2009-2010          | Tavagnacco         | A                  | 21         | -15        | CI              | ?               | ?               | -                    | -                    | -                    | -           | -           | -           | 21     | -15    |
| 2010-2011          | Tavagnacco         | A                  | 25         | -23        | CI              | ?               | ?               | -                    | -                    | -                    | -           | -           | -           | 25     | -23    |
| 2011-2012          | Tavagnacco         | A                  | 25         | -18        | CI              | ?               | ?               | UWCL                 | 2                    | -6                   | SI          | 1           | -2          | 28     | -26    |
| 2012-2013          | Tavagnacco         | A                  | 30         | -18        | CI              | ?               | ?               | -                    | -                    | -                    | -           | -           | .           | 30     | -18    |
| Totale Tavagnacco  | Totale Tavagnacco  | Totale Tavagnacco  | 101        | -74        |                 | ?               | ?               |                      | 2                    | -6                   |             | 1           | -2          | 104    | -82    |
| 2013-2014          | Brescia            | A                  | 17         | -11        | CI              | ?               | ?               | -                    | -                    | -                    | -           | -           | -           | 17     | -11    |
| 2014-2015          | Brescia            | A                  | 24         | -19        | CI              | 3               | 0               | UWCL                 | 2                    | -14                  | SI          | 1           | -1          | 30     | -34    |
| 2015-2016          | Brescia            | A                  | 5          | -3         | CI              | 2               | -2              | UWCL                 | 2                    | 0                    | SI          | 1           | 0           | 10     | -5     |
| 2016-2017          | Brescia            | A                  | 12         | -13        | CI              | 3               | -2              | UWCL                 | 4                    | -10                  | SI          | 1           | 0           | 20     | -25    |
| 2017-2018          | Brescia            | A                  | 6+1        | -4         | CI              | 4               | -1              | UWCL                 | 2                    | -4                   | SI          | 1           | -1          | 14     | -10    |
| Totale Brescia     | Totale Brescia     | Totale Brescia     | 65         | -50        |                 | 12+             | -5+             |                      | 10                   | -28                  |             | 4           | -2          | 91     | -85    |
| 2018-2019          | Florentia S.G.     | A                  | 10         | -18        | CI              | 1               | -2              | -                    | -                    | -                    | -           | -           | -           | 11     | -20    |
| 2019-2020          | Inter              | A                  | 10         | -14        | CI              | 0               | 0               | -                    | -                    | -                    | -           | -           | -           | 10     | -14    |
| 2020-2021          | Inter              | A                  | 8          | -8         | CI              | 0               | 0               | -                    | -                    | -                    | -           | -           | -           | 8      | -8     |
| Totale Inter       | Totale Inter       | Totale Inter       | 18         | -22        |                 | 0               | 0               |                      | -                    | -                    |             | -           | -           | 18     | -22    |
| Totale carriera    | Totale carriera    | Totale carriera    | 339        | -230       |                 | 13              | -7              |                      | 15                   | -35                  |             | 7           | -10         | 370    | -282   |

### Presenze e reti in Nazionale
| Cronologia completa delle presenze e delle reti in nazionale ― Italia | Cronologia completa delle presenze e delle reti in nazionale ― Italia | Cronologia completa delle presenze e delle reti in nazionale ― Italia | Cronologia completa delle presenze e delle reti in nazionale ― Italia | Cronologia completa delle presenze e delle reti in nazionale ― Italia | Cronologia completa delle presenze e delle reti in nazionale ― Italia | Cronologia completa delle presenze e delle reti in nazionale ― Italia | Cronologia completa delle presenze e delle reti in nazionale ― Italia |
| Data                                                                  | Città                                                                 | In casa                                                               | Risultato                                                             | Ospiti                                                                | Competizione                                                          | Reti                                                                  | Note                                                                  |
| --------------------------------------------------------------------- | --------------------------------------------------------------------- | --------------------------------------------------------------------- | --------------------------------------------------------------------- | --------------------------------------------------------------------- | --------------------------------------------------------------------- | --------------------------------------------------------------------- | --------------------------------------------------------------------- |
| 09-09-2006                                                            | Dublino                                                               | Irlanda                                                               | 0 – 1                                                                 | Italia                                                                | Amichevole                                                            | -                                                                     | 46’                                                                   |
| 01-11-2006                                                            | Changwon                                                              | Corea del Sud                                                         | 1 – 2                                                                 | Italia                                                                | Amichevole                                                            | -1                                                                    |                                                                       |
| 09-03-2007                                                            | Lagos                                                                 | Portogallo                                                            | 0 – 1                                                                 | Italia                                                                | Algarve Cup 2007 - 1º turno                                           | -                                                                     |                                                                       |
| 14-03-2007                                                            | Olhão                                                                 | Germania                                                              | 0 – 1                                                                 | Italia                                                                | Algarve Cup 2007 - finale 7º/8º posto                                 | -                                                                     |                                                                       |
| 05-05-2007                                                            | Trento                                                                | Italia                                                                | 0 – 2                                                                 | Svezia                                                                | Qual. Euro 2009                                                       | -2                                                                    |                                                                       |
| 30-05-2007                                                            | Dublino                                                               | Irlanda                                                               | 1 – 2                                                                 | Italia                                                                | Qual. Euro 2009                                                       | -1                                                                    |                                                                       |
| 01-07-2007                                                            | Qinhuangdao                                                           | Messico                                                               | 2 – 2                                                                 | Italia                                                                | Amichevole                                                            | -2                                                                    |                                                                       |
| 04-07-2007                                                            | Shenyang                                                              | Italia                                                                | 5 – 0                                                                 | Thailandia                                                            | Amichevole                                                            | -                                                                     |                                                                       |
| 07-07-2007                                                            | Qinhuangdao                                                           | Cina                                                                  | 3 – 1                                                                 | Italia                                                                | Amichevole                                                            | -3                                                                    |                                                                       |
| 10-07-2007                                                            | Shenyang                                                              | Italia                                                                | 2 – 1                                                                 | Thailandia                                                            | Amichevole                                                            | -                                                                     | 46’                                                                   |
| 27-07-2007                                                            | Bük                                                                   | Ungheria                                                              | 1 – 3                                                                 | Italia                                                                | Qual. Euro 2009                                                       | -1                                                                    |                                                                       |
| 31-07-2007                                                            | Noceto                                                                | Italia                                                                | 5 – 0                                                                 | Romania                                                               | Qual. Euro 2009                                                       | -                                                                     |                                                                       |
| 30-01-2008                                                            | Martigues                                                             | Francia                                                               | 1 – 0                                                                 | Italia                                                                | Amichevole                                                            | -                                                                     | 46’                                                                   |
| 16-02-2008                                                            | Villacidro                                                            | Italia                                                                | 4 – 1                                                                 | Irlanda                                                               | Qual. Euro 2009                                                       | -1                                                                    |                                                                       |
| 05-03-2008                                                            | Alvor                                                                 | Norvegia                                                              | 4 – 2                                                                 | Italia                                                                | Algarve Cup 2008 - 1º turno                                           | -4                                                                    |                                                                       |
| 07-03-2008                                                            | Alvor                                                                 | Stati Uniti                                                           | 2 – 0                                                                 | Italia                                                                | Algarve Cup 2008 - 1º turno                                           | -2                                                                    |                                                                       |
| 10-03-2008                                                            | Loulé                                                                 | Cina                                                                  | 0 – 2                                                                 | Italia                                                                | Algarve Cup 2008 - 1º turno                                           | -                                                                     |                                                                       |
| 07-05-2008                                                            | Örebro                                                                | Svezia                                                                | 1 – 0                                                                 | Italia                                                                | Qual. Euro 2009                                                       | -1                                                                    |                                                                       |
| 24-05-2008                                                            | Buftea                                                                | Romania                                                               | 1 – 6                                                                 | Italia                                                                | Qual. Euro 2009                                                       | -1                                                                    |                                                                       |
| 15-06-2008                                                            | Suwon                                                                 | Brasile                                                               | 2 – 1                                                                 | Italia                                                                | Amichevole                                                            | -2                                                                    | 84’                                                                   |
| 02-10-2008                                                            | Montereale Valcellina                                                 | Italia                                                                | 3 – 0                                                                 | Ungheria                                                              | Qual. Euro 2009                                                       | -                                                                     |                                                                       |
| 25-10-2008                                                            | Horní Počernice                                                       | Rep. Ceca                                                             | 0 – 1                                                                 | Italia                                                                | Qual. Euro 2009                                                       | -                                                                     |                                                                       |
| 29-10-2008                                                            | Gubbio                                                                | Italia                                                                | 2 – 1                                                                 | Rep. Ceca                                                             | Qual. Euro 2009                                                       | -1                                                                    |                                                                       |
| 31-01-2009                                                            | Sydney                                                                | Australia                                                             | 2 – 2                                                                 | Italia                                                                | Amichevole                                                            | -2                                                                    |                                                                       |
| 07-02-2009                                                            | Canberra                                                              | Australia                                                             | 1 – 5                                                                 | Italia                                                                | Amichevole                                                            | -1                                                                    |                                                                       |
| 26-02-2010                                                            | Larnaca                                                               | Italia                                                                | 2 – 0                                                                 | Scozia                                                                | Cyprus Cup 2010 - 1º turno                                            | -                                                                     |                                                                       |
| 19-05-2010                                                            | Stettino                                                              | Polonia                                                               | 1 – 5                                                                 | Italia                                                                | Amichevole                                                            | -                                                                     |                                                                       |
| 07-03-2011                                                            | Larnaca                                                               | Scozia                                                                | 0 – 0                                                                 | Italia                                                                | Cyprus Cup 2011 - 1º turno                                            | -                                                                     |                                                                       |
| 22-10-2011                                                            | Prilep                                                                | Macedonia                                                             | 0 – 9                                                                 | Italia                                                                | Qual. Euro 2013                                                       | -                                                                     |                                                                       |
| 16-06-2012                                                            | Torino                                                                | Italia                                                                | 9 – 0                                                                 | Macedonia                                                             | Qual. Euro 2013                                                       | -                                                                     |                                                                       |
| 16-09-2012                                                            | San Benedetto del Tronto                                              | Italia                                                                | 1 – 0                                                                 | Polonia                                                               | Qual. Euro 2013                                                       | -                                                                     |                                                                       |
| 06-03-2013                                                            | Nicosia                                                               | Inghilterra                                                           | 4 – 2                                                                 | Italia                                                                | Cyprus Cup 2013 - 1º turno                                            | -4                                                                    |                                                                       |
| 13-03-2013                                                            | Larnaca                                                               | Corea del Sud                                                         | 0 – 1                                                                 | Italia                                                                | Cyprus Cup 2013 - finale 9º/10º posto                                 | -                                                                     |                                                                       |
| 07-04-2013                                                            | Sankt Veit an der Glan                                                | Austria                                                               | 1 – 3                                                                 | Italia                                                                | Amichevole                                                            | -1                                                                    |                                                                       |
| 10-07-2013                                                            | Halmstad                                                              | Italia                                                                | 0 – 0                                                                 | Finlandia                                                             | Euro 2013 - 1º turno                                                  | -                                                                     |                                                                       |
| 13-07-2013                                                            | Halmstad                                                              | Italia                                                                | 2 – 1                                                                 | Danimarca                                                             | Euro 2013 - 1º turno                                                  | -1                                                                    |                                                                       |
| 16-07-2013                                                            | Halmstad                                                              | Svezia                                                                | 3 – 1                                                                 | Italia                                                                | Euro 2013 - 1º turno                                                  | -3                                                                    |                                                                       |
| 21-07-2013                                                            | Växjö                                                                 | Italia                                                                | 0 – 1                                                                 | Germania                                                              | Euro 2013 - Quarti di finale                                          | -1                                                                    |                                                                       |
| 20-09-2013                                                            | Tallinn                                                               | Estonia                                                               | 1 – 5                                                                 | Italia                                                                | Qual. Mondiali 2015                                                   | -1                                                                    |                                                                       |
| 31-10-2013                                                            | San Sebastián de los Reyes                                            | Spagna                                                                | 2 – 0                                                                 | Italia                                                                | Qual. Mondiali 2015                                                   | -2                                                                    |                                                                       |
| 17-07-2017                                                            | Rotterdam                                                             | Italia                                                                | 1 – 2                                                                 | Russia                                                                | Euro 2017 - 1º turno                                                  | -                                                                     |                                                                       |
| 02-03-2018                                                            | Larnaca                                                               | Italia                                                                | 3 – 0                                                                 | Galles                                                                | Cyprus Cup 2018 - 1º turno                                            | -                                                                     |                                                                       |
| 23-01-2019                                                            | Empoli                                                                | Italia                                                                | 2 – 1                                                                 | Cile                                                                  | Amichevole                                                            | -1                                                                    |                                                                       |
| 01-03-2019                                                            | Larnaca                                                               | Ungheria                                                              | 0 – 3                                                                 | Italia                                                                | Cyprus Cup 2019 - 1º turno                                            | -                                                                     |                                                                       |
| 06-03-2019                                                            | Larnaca                                                               | Corea del Nord                                                        | 3 – 3 dts (7 - 6 dtr)                                                 | Italia                                                                | Cyprus Cup 2019 - finale 1º/2º posto                                  | -3                                                                    |                                                                       |
| Totale                                                                |                                                                       | Presenze                                                              | 45                                                                    |                                                                       | Reti                                                                  | -42                                                                   |                                                                       |

## Palmarès

### Club
- Campionato italiano: 4

Lazio: 2001-2002
Fiammamonza: 2005-2006
Brescia: 2013-2014, 2015-2016
- Coppa Italia: 4

Lazio: 2002-2003
Tavagnacco: 2012-2013
Brescia: 2014-2015 2015-2016
- Supercoppa italiana: 5

Fiammamonza: 2006
Brescia: 2014, 2015, 2016, 2017